# Vorbitor în numele morților
Vorbitor în numele morților (1986) (titlu original Speaker for the Dead) este un roman science fiction scris de Orson Scott Card, fiind o continuare indirectă a romanului Jocul lui Ender. Acțiunea se petrece în jurul anului 5270, la aproximativ 3.000 de ani de la evenimentele din Jocul lui Ender, însă, din cauza relativității călătoriei spațiale, Ender are doar 35 de ani.
La fel ca Jocul lui Ender, cartea a câștigat premiul Nebula în 1986, și premiul Hugo în 1987, Card devenind primul autor care a câștigat ambele premii în doi ani consecutivi. Vorbitor în numele morților a fost revizuită într-o mică măsură în 1991. Ea a fost urmată de Xenocid și de Copiii minții.

## Rezumat
Când Novinha solicită un vorbitor, Andrew Wiggin pornește spre Lusitania, o colonie transformată într-o închisoare virtuală, cu expansiunea limitată strict și cu întreaga existență devotată muncii xenologilor de a studia primele ființe inteligente descoperite după distrugerea gândacilor, pequeninos. Lusitania nu prezintă o mare diversitate biologică, mii de nișe ecologice nefiind umplute. Cealaltă caracteristică reprezantativă a Lusitaniei este Descolada, un virus nativ care devastează colonia, până când soții Gusta și Cida reușesc să descopere un antidot. Din nefericire, descoperirea lor nu a fost făcută suficient de repede pentru a se salva pe ei înșiși, astfel încât fiica lor, Novinha, a rămas orfană.
La vârsta de treisprezece ani, Novinha devine biologul oficial al coloniei, contribuind la munca xenologilor (cei care studiază antropologia extratereștrilor) Pipo și Libo. Într-o zi, ea descoperă că descolada se află în fiecare formă de viață nativă; Pipo merge să vorbească despre asta cu porcușorii - denumirea uzuală folosită pentru pequeninos - fiind ulterior găsit eviscerat în iarbă. Novinha nu vrea să îi spună lui Libo despre descoperirea ei, care ar putea fi cauza morții lui Pipo, chemând în schimb un vorbitor în numele morților.
Andrew Wiggin ajunge la destinație după douăzeci și doi de ani de tranzit (doar două săptămâni din viața lui), descoperind că, între timp, Novinha anulase chemarea. Însă călătoria lui nu este în van; fiul cel mare al Novinhei, Miro, chemase și el pe cineva care să vorbească în numele lui Libo, ucis în același fel ca Pipo. De asemenea, fiica cea mai vârstnică a Novinhei, Ela, chemase pe cineva care să vorbească pentru moartea soțului Novinhei, Marcos Ribeira, mort în urmă cu șase săptămâni în urma unei boli. În afara acestor îndatoriri, Andrew descoperă o problemă al cărei răspuns începe să îl caute: de ce Novinha s-a măritat cu Marcão când îl iubea, de fapt, pe Libo (Marcão era steril și scanarea programului Jane dovedește că toții copiii Novinhei sunt, de fapt, ai lui Libo). Andrew devine interesat și de pequeninos și ia legătura cu ei, lucru realizat și de Matca pe care o poartă cu el și care dorește să fie lăsată în libertate pe Lusitania. Jane descoperă că alți doi dintre copiii Novinhei și ai lui Libo, Miro și Ouanda, furnizează tehnologie nouă porcușorilor. Cei doi sunt chemați pentru judecată pe cea mai apropiată lume, iar restului coloniștilor li se ordonă să părăsească Lusitania, fără a lăsa vreun semn că au fost acolo.
Ca vorbitor, Andrew ține o cuvântare publică despre Marcão, dar e nevoit să dezvăluie secrete din viețile lui Libo, Pipo și a Novinhei, deoarece acestea au fost legate foarte strâns de vinovăție, decepție și iubire. Vorbitorul explică faptul că Novinha se învinovățește pentru moartea lui Pipo și că s-a măritat cu Marcão pentru a-l împiedica pe libo să afle informația care a dus la acel deces. Motivele morții lui Pipo și a lui Libo ies și ele la lumină: porcușorii îi disecă pe unii dintre ei pentru a se transforma în arbori gânditori capabili de reproducere (un rol esențial avându-l descolada), care diferă de arborii care cresc din trupul porcușorilor morți în mod normal. În cele din urmă, vorbitorul în numele morților reușește să medieze un acord, astfel încât oamenii și porcușorii să trăiască în pace. Pentru a putea să rămână pe planetă, coloniștii se revoltă, iar Jane taie orice legătură externă prin intermediul ansiblului.
Andrew se căsătorește cu Novinha. Sora lui, Valentine, împreună cu familia ei pornesc spre Lusitania pentru a ajuta rebeliunea, ajutată de Jane. În sfârșit, Matca este eliberată, fiind pregătită să asigure continuitatea speciei sale.

## Traduceri în limba română
- 1995 - Vorbitor în numele morților, ed. Nemira, colecția "Nautilus" nr. 63, traducere Gabriel Stoian, 366 pag. ISBN 973-569-079-9
- 2005 - Vorbitor în numele morților, ed. Nemira, colecția "Nautilus", traducere Gabriel Stoian, 512 pag., ISBN 978-973-569-744-0
- 2012 - Vorbitor în numele morților (cartonată), ed. Nemira, colecția "Nautilus", traducere Gabriel Stoian, 488 pag., ISBN 978-606-579-446-7
- 2014 - Vorbitor în numele morților, ed. Nemira, colecția "Nautilus", traducere Gabriel Stoian, 480 pag., ISBN 978-606-579-763-5
- 2022 - Vorbitor în numele morților, ed. Nemira, colecția "Armada", traducere Gabriel Stoian, 448 pag., ISBN 978-606-43-1277-8

## Înțelesul termenului "Vorbitor în numele morților"
În romanul precedent, Jocul lui Ender, ultimul membru supraviețuitor al 'gândacilor' îl contactează pe personajul principal (Ender Wiggin), care i-a eliminat întreaga specie fără să știe. Ender relatează povestea gândacilor așa cum îi este expusă, publicând-o cu titlul Matca, sub pseudonimul "Vorbitor în numele morților". Cititorii Mătcii nu cunosc identitatea autorului și nici faptul că opera relatează adevărul, nu o ficțiune. Singurul care își dă seama de adevăr este fratele lui Ender, Hegemonul Peter Wiggin, care îi cere acestuia să fie și "vorbitorul" său. Ender scrie o a doua carte, Hegemonul, furnizând o paralelă umană ideilor și lecțiilor din Matca.
Cele două cărți devin clasice și dau naștere mișcării vorbitorilor în numele morților. Mișcarea nu e religioasă, deși vorbitorii sunt tratați cu respectul acordat unui preot sau cleric. Orice cetățean capătă dreptul de a chema un vorbitor (sau un preot al tuturor credințelor, cum sunt considerați vorbitorii) la moartea unui membru al familiei. Vorbitorii cercetează viața persoanelor decedate și vorbesc în numele lor, descriindu-le viețile așa cum acestea au încercat să le trăiască. Discursul nu are rolul de a convinge audiența să condamne sau să ierte persoana decedată, ci să o înțeleagă în totalitatea ei, cu reușite și eșecuri.
Romanul începe la 3.081 de ani de la evenimentele din prima carte, timp în care Matca și Hegemonul au determinat omenirea să uite ura față de gândaci și să îl înfiereze pe Ender ca fiind "Xenocidul" care a exterminat o întreagă specie. Ender, care acum își folosește numele real Andrew Wiggin, încă trăiește, datorită relativității călătoriei spațiale, exercitându-și în continuare rolul de vorbitor în numele morților. Nimeni nu face legătura dintre "Andrew Wiggin" și "Ender Wiggin", nici între "Andrew"/"Ender" și primul vorbitor în numele morților.

## Legături cuJocul lui Ender
Dacă romanul precedent era unul de hard science fiction, cu armate și război cosmic, Vorbitor în numele morților are o natură filozofică, deși aduce în prim plan o planetă unică în science fiction prin caracteristicile sale. Cartea îl aduce pe Andrew pe colonia Lusitania, despre care se crede că este singura planetă din universul lui Card pe care se mai află o rasă extraterestră inteligentă după xenocidul gândacilor din Jocul lui Ender. Romanul prezintă dificultățiile relațiilor dintre oameni și "porcușori" (sau "pequeninos", ținând cont că acțiunea se petrece pe o colonie portugheză catolică), cu Andrew încercând să aducă pacea în sânul unei familii strălucitoare dar tulburate, a cărei istorie se împletește cu cea a porcușorilor.

## Pequeninos
Pequeninos (cunoscuți și sub numele de "porcușori") sunt o specie nativă de pe Lusitania, reprezentând singura specie extraterestră inteligentă descoperită după xenocidul gândacilor. Pentru a preveni contaminarea culturii porcușorilor cu avansata tehnologie și cultură umană se iau o serie de măsuri. La început, tot ce se știe despre ei este faptul că venerează copacii pe care îi numesc părinții lor. Pe parcursul cărții este dezvăluit faptul că porcușorii posedă o așa-numită "a treia viață", în care renasc ca și copaci, lucru care le permite să se reproducă. Ei posedă un limbaj special pentru a discuta cu copacii, iar aceștia pot fi manipulați pentru a construi structuri de lemn și unelte pentru porcușori.

## Premii și nominalizări
premiul Nebula câștigător, 1986

premiul Hugo câștigător, 1987

premiul Locus câștigător, 1987

premiul memorial John W. Campbell nominalizat, 1987

## Vezi și
- 1986 în literatură